# Learjet 35
Learjet 35 är ett tvåmotorigt amerikanskt affärsflygplan med plats för åtta passagerare. Flygplanet är en vidareutveckling av affärsplanet Learjet 25 som var utrustat med jetmotorerna Garrett Airesearch TFE 731-2-2B. Flygplanet gjorde sin första flygning den 22 oktober 1973. År 1984 anskaffade Förenta Staternas luftstridskrafter 84 stycken Learjet 35 och benämnde dessa som C-21A, och använde dem för frakt- och persontransport.
Vidareutvecklingen Learjet 36 är i stort sett identisk med Learjet 35, men har en större bränsletank vilket ger en ökad räckvidd. Modellen har endast plats för sex passagerare, eftersom de större bränsletankarna medfört att storleken på passagerarkabinen har minskats.

## Användning i Finland
Det finländska flygvapnet använder Learjet 35A/S-flygplan för många olika uppdrag, bland annat övervakning till havs, flygfotografering, provtagning av luft, målbogsering och persontransport. S i A/S står för Suomi (Finland). Flygplanen är utrustade med havsövervakningsradar och vingtuber för släpmål. Det första av tre beställda flygplan anlände till Finland i september 1982.

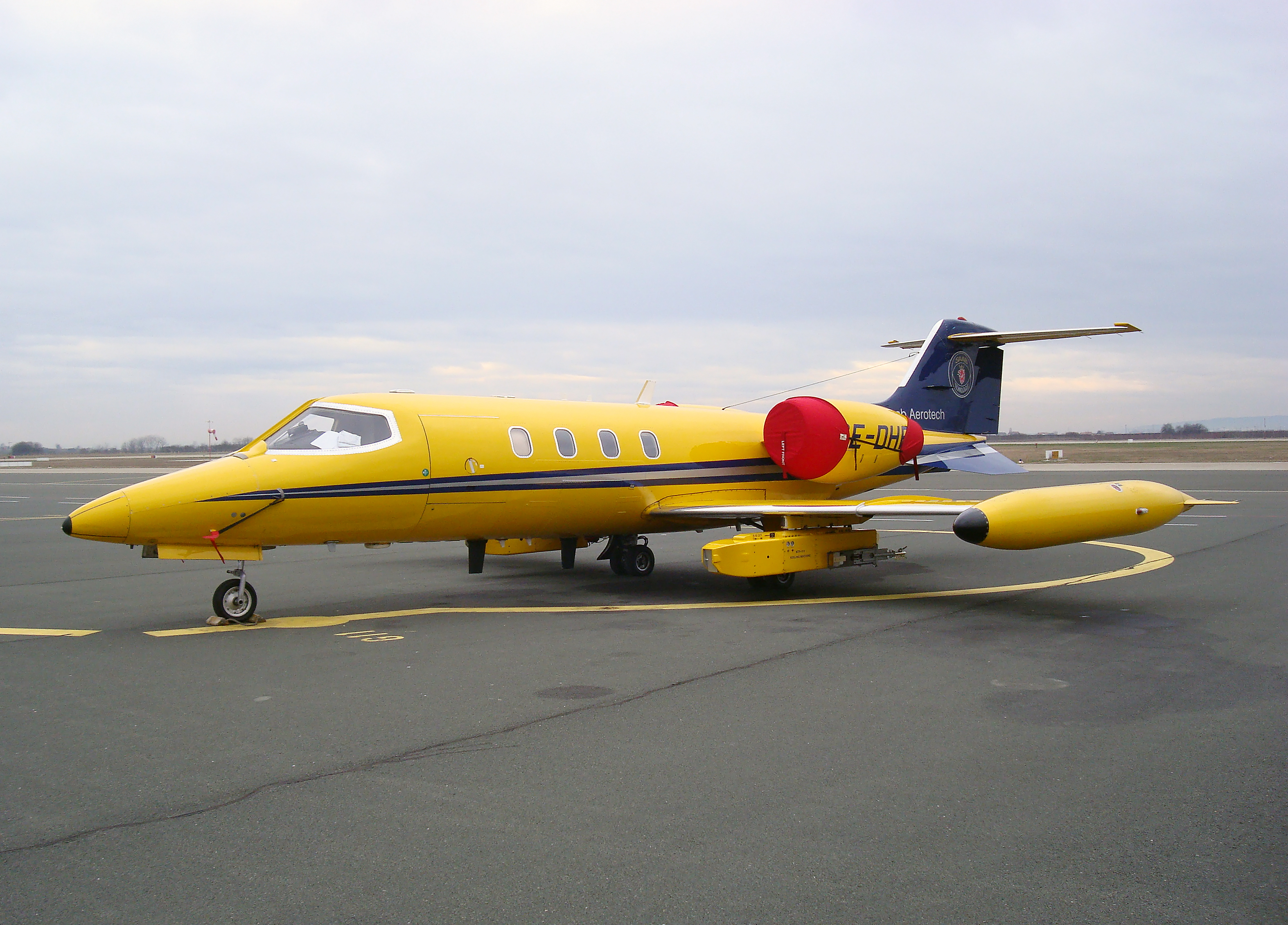
Saab Aerotech Learjet 35A